# ميكارن (آيت عبد الويرات)
ميكارن هو دُوَّار يقع بجماعة سيدي احساين، إقليم تارودانت، جهة سوس ماسة في المملكة المغربية. ينتمي الدوّار لمشيخة آيت عبد الويرات التي تضم 7 دواوير. يقدر عدد سكانه بـ 236 نسمة حسب الإحصاء الرسمي للسكان والسكنى لسنة 2004.

## روابط خارجية
- البوابة الوطنية للجماعات الترابية
- المندوبية السامية للتخطيط